# بنت (نیومکزیکو)
بنت، نیومکزیکو (به انگلیسی: Bent) یک منطقهٔ مسکونی در ایالات متحده آمریکا است که در شهرستان آترو، نیومکزیکو واقع شده‌است. بنت ۱۱۹ نفر جمعیت دارد و ۱٬۷۷۴٫۸۷ متر بالاتر از سطح دریا واقع شده‌است.